# Club Balonmano Altea
El Club Balonmano Altea fue un equipo de balonmano de la localidad de Altea (Alicante), España. Después de 34 años de historia desapareció en agosto de 2008, debido a la imposibilidad de encontrar una junta directiva que afrontase la deuda económica acumulada por la entidad.
La última temporada de su existencia militó en la Primera División Nacional Grupo C, ocupando la plaza que consiguió la temporada 2006/2007 su filial, tras haber renunciado a su plaza en la Liga ASOBAL por motivos económicos.
Tras su desaparición se acordó la creación de un nuevo club como solución para integrar a los equipos alteanos, el Club Esportiu Villa Blanca presidido por Toni Fuster, el cual empezaría a competir desde la categoría provincial.

## Historia
El Club Balonmano Altea se fundó en septiembre de 1974, siendo su primer presidente D. Pascual Moragues Riera. 
El Club ha tenido los siguientes presidentes en los treinta y cuatro años de existencia:
•D. Pascual Moragues Riera: De la temporada 1974/75 a la temporada 1986/87, y de la temporada 1996/97 hasta la temporada 2003/2004. 
•D. José Davó Más: Desde la temporada 1987/88 a la temporada 1990/91. 
•D. Tomás González Albo Serrano: De la temporada 1991/92 a la temporada 1994/95. 
•D. Luis González Albo Serrano: Temporada 1995/1996. 
•D. Salvador Lledó Llinares temporada 2004/2005, 2005/2006, 2006/2007 y hasta la disolución del Club en el año 2008. 
Durante todos estos años el Club Balonmano Altea ha tenido los siguientes entrenadores: 
•D. José María Sellés Zaragozí. 
•D. Jose Julio Espina. 
•D. José Luis Pérez Maestre. 
•D. Nikola Milos.
•D. Alejandro Hernández 
•D. Javier Cabanas 
•D. Francisco Blasco 
Dos hechos destacables en la historia del BM. Altea fueron: 
Por un lado la organización, para promocionar el balonmano en la Villa Blanca, de un partido que se disputó en la plaza del Ayuntamiento entre el entonces campeón de Europa, el BM Calpisa, y el campeón de la liga sueca, el Lugi Dlum. Este partido se organizó con motivo de las Fiestas Patronales del Santísimo Cristo 
Por otro el de la celebración en Altea del Trofeo Internacional de Reyes, con la participación de los siguientes equipos: 
• Selección Española Absoluta 
• Selección Española Junior 
• Selección Rumana Absoluta 
• Selección Cubana Absoluta
El Equipo senior participa en competiciones oficiales en categoría provincial los años 1974 al 1980. En la temporada 79/80 logra el ascenso a la segunda división nacional, jugando en esta categoría hasta la temporada 85/86 en la que se consigue el ascenso a Primera División B. 
En la temporada 88/89 el Equipo consigue el ascenso en Toledo, a la primera división A, y en la temporada 91/92 juega la promoción de ascenso a la división de honor “A” (Actual liga Asobal ) con el BM. Conquense, perdiendo los dos partidos. 
Es en la temporada 96/97 cuando el BM Altea juega nuevamente la promoción de ascenso, esta vez contra el BM. Barakaldo, consiguiendo el ansiado ascenso a la máxima categoría del balonmano nacional. Conseguido el ascenso, el BM Altea permanece dos años en la máxima categoría. descendiendo a la división de honor “B” en la temporada 98/99
En la temporada 99/00 consigue de nuevo el ascenso a la máxima categoría, logrando esa misma temporada el trofeo Copa Generalitat.
En la temporada 2000/2001 el BM. Altea termina en la décima posición de la liga Asobal, volviendo a conseguir de nuevo esa misma temporada el trofeo Copa Generalitat ante el entonces BM Airtel Valencia. Esa misma temporada el segundo equipo del club consigue quedar campeón de la fase de ascenso a la primera división autonómica (2ª división estatal).
Durante la temporada 2001/2002 el Club Balonmano Altea logra terminar la liga regular Asobal en quinta posición, y se proclama semifinalista de la Copa del Rey, competición en la que participa en esa temporada por primera vez en su dilatada historia. 
Durante la temporada 2002/2003 el BM Altea concluirá la liga regular en sexto lugar, lo que le dará opción a participar de nuevo en la Copa del Rey, y en la EHF, competición europea en la que durante esa temporada logró llegar hasta las semifinales en las que cayó derrotado contra el que sería el campeón de ese trofeo, el F.C. Barcelona. 
Durante la temporada 2003/2004 el BM Altea termina la liga regular en sexto puesto, logrando ser finalista de la Eurocopa EHF, final que perderá contra el equipo alemán del Kiel. 
Durante la temporada 2004/2005 el BM Altea termina la liga regular Asobal en noveno puesto, logrando de este modo la permanencia en la misma Categoría.- 
Durante la temporada 2005/2006 el BM Altea termina la liga regular Asobal en el 14º puesto, logrando de este modo la permanencia en la misma Categoría.-
Durante la temporada 2006/2007 el BM Altea termina la liga regular Asobal en 14º puesto, logrando de este modo la permanencia en la misma Categoría.- Asimismo el Equipo filial que militaba en la 1ª División Autonómica (2ª División Nacional) logró brillantemente el ascenso a la categoría de 1ª División Nacional en una disputadísima fase de ascenso celebrada en Bañolas (Gerona). 
Además y como hecho histórico fundamental, al Club Balonmano Altea le cupo el honor de organizar la XXXII Copa del Rey de Balonmano que se saldó con un éxito absoluto en la organización.- Respecto a lo deportivo el Equipo cayó en cuartos de final contra el BM CAI Aragón por un gol de diferencia, si bien el Club tuvo un pequeño consuelo al quedar el Equipo filial Cadete Subcampeón de la 1ª Minicopa del Rey (Ganó el F.C. Barcelona) disputada paralelamente a la de los Equipos Asobal.-
La temporada 2007/2008 supuso otro hito histórico en el Club, esta vez negativo, al tener que abandonar la Liga Asobal debido a problemas extradeportivos, pasando el primer Equipo a encuadrarse en la 1ª División Nacional donde acaba en 7ª posición salvando deportivamente la permanencia en la categoría.-
La temporada 2008/2009 marcó el fin definitivo del Club al no poder hacer frente a los problemas financieros arrastrados de años anteriores, desapareciendo como entidad deportiva. Su testigo lo tomó en Altea , como Club amateur de Balonmano para continuar con el trabajo de formación de las categorías inferiores, el Club Esportiu Villablanca.-

## Palmarés
- Copa EHF
  - Semifinalista: 2002-03
  - Subcampeón: 2003-04
- Copa del Rey
  - Semifinalista: 2001-02, 2002-03.
- Liga ASOBAL
  - 2000-01: 10º
  - 2001-02: 5º
  - 2002-03: 4º
  - 2003-04: 6º
  - 2004-05: 9º
  - 2005-06: 14º
  - 2006-07: 13º

## Premios, reconocimientos y distinciones
- Mejor Club Deportivo de la Provincia de 1997 en los Premios Deportivos Provinciales de la Diputación de Alicante[3]